# Joseph Joffre
Joseph Jacques Césaire Joffre (Rivesaltes, 12 gennaio 1852 – Parigi, 3 gennaio 1931) è stato un generale francese.

## Biografia
Nato nei Pirenei Orientali, suo padre era un viticoltore di origine catalana, entrò nell'esercito a diciotto anni, ad un anno dallo scoppio della guerra franco-prussiana nella quale servì come soldato semplice. Si laureò poi in ingegneria all'École polytechnique e si distinse come tenente in Indocina e come capitano nel Nordafrica e in Madagascar, dove servì sotto Joseph Gallieni; proprio Gallieni, dopo aver rifiutato la nomina per sé stesso, appoggiò l'elezione di Joffre a capo dell'esercito francese, nel 1911.
Negli anni tra il 1911 e il 1914 si adoperò per adeguare i vertici dell'esercito alle proprie visioni tattiche, improntate alle dottrine d'attacco di Ferdinand Foch, sfrondandoli dagli elementi considerati difensivisti. Joffre credeva infatti fervidamente nella superiorità della guerra d'attacco, allora dottrina tattica prevalente in Europa, e tale visione si sarebbe esplicitata nel Piano XVII, il piano che, ad agosto 1914, era deputato a contrastare l'offensiva tedesca con un'immediata controffensiva in Alsazia e Lorena. Questa strategia si sarebbe rivelata fallimentare, improntata come era su considerazioni filosofiche (quello che si definiva "slancio vitale" dell'esercito francese) più che su valutazioni pragmatiche sulle nuove tecnologie e condizioni della guerra totale.
L'errore in questo senso commesso non solo da Joffre, ma da tutta la cultura militare europea, avrebbe avuto conseguenze disastrose determinando i massacri della Marna e di Verdun e l'inizio della guerra di trincea e di logoramento.
Per l'aspetto bonario e la reputazione di impassibilità davanti a qualsiasi situazione fu soprannominato "papà Joffre" e mantenne un'elevata popolarità presso i francesi fino alla battaglia di Verdun (1916), presentata come «l'ultimo assalto verso Berlino» e rivelatasi un immane massacro senza alcun risultato concreto. Proprio in corrispondenza della battaglia di Verdun venne destituito (il 13 dicembre 1916) dalla carica di comandante dell'esercito, in cui fu sostituito da Robert Nivelle, e insignito del titolo di Maresciallo di Francia.
In seguito ricoprì solo cariche di rappresentanza, prima presso la missione francese negli Stati Uniti (1918), poi come capo del Consiglio di guerra alleato.
Tra il 1918 e il 1930 ricoprì a più riprese la carica di ministro della guerra francese.
Massone, è stato iniziato nel 1875 nella Loggia Alsace-Lorraine del Grande Oriente di Francia, una loggia patriottica composta essenzialmente da politici, ingegneri, intellettuali e artisti.
Le sue memorie, in due volumi, sono state completate nel 1929 e pubblicate postume nel 1932.
Al suo nome è intitolata la cittadina malgascia di Joffreville.

### Onorificenze straniere

Stemma del Generale francese decorato del Collare dell'Ordine di Carlo III

## Galleria d'immagini

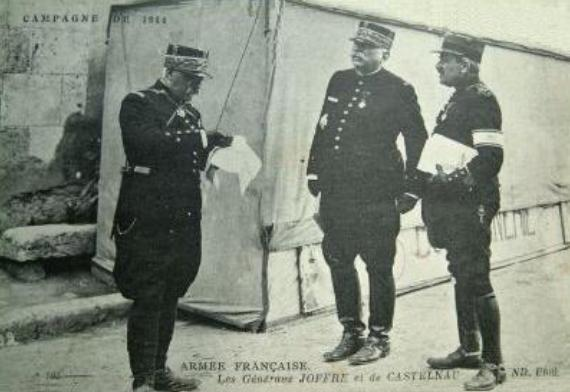
I generali de Castelnau (a sinistra) e Joffre (al centro), luglio-agosto 1914
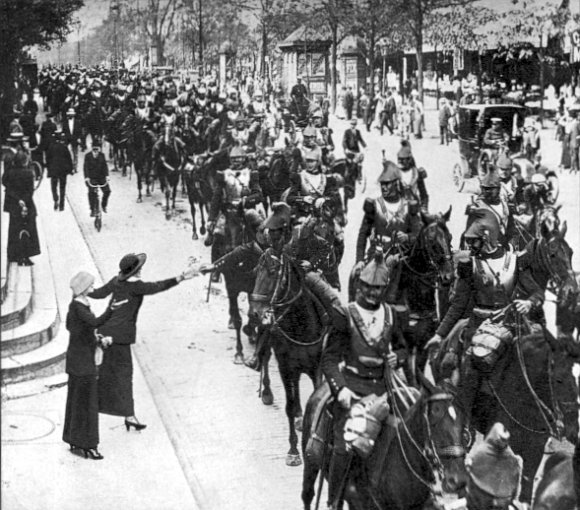
La cavalleria francese armata, in parata a Parigi prima di dirigersi al fronte nell'agosto 1914
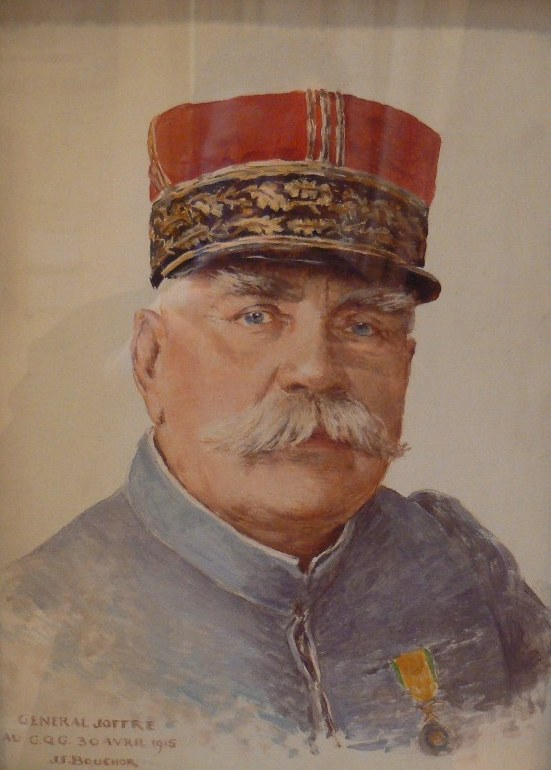
Le Général Joseph Joffre di Joseph-Félix Bouchor nel 1915 (museo Carnavalet)
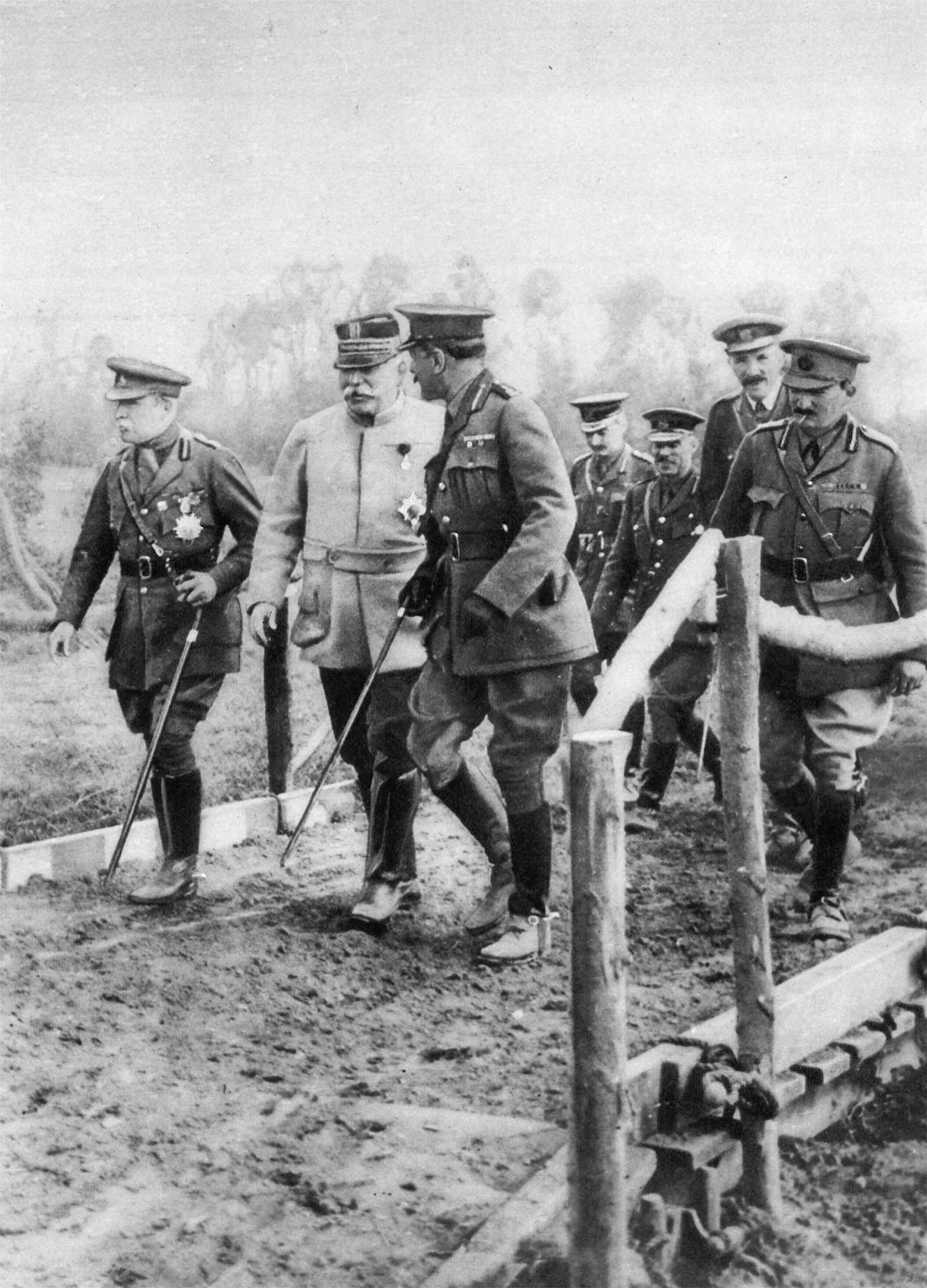
Joffre con i generali britannici John French e Douglas Haig al fronte occidentale nel 1915
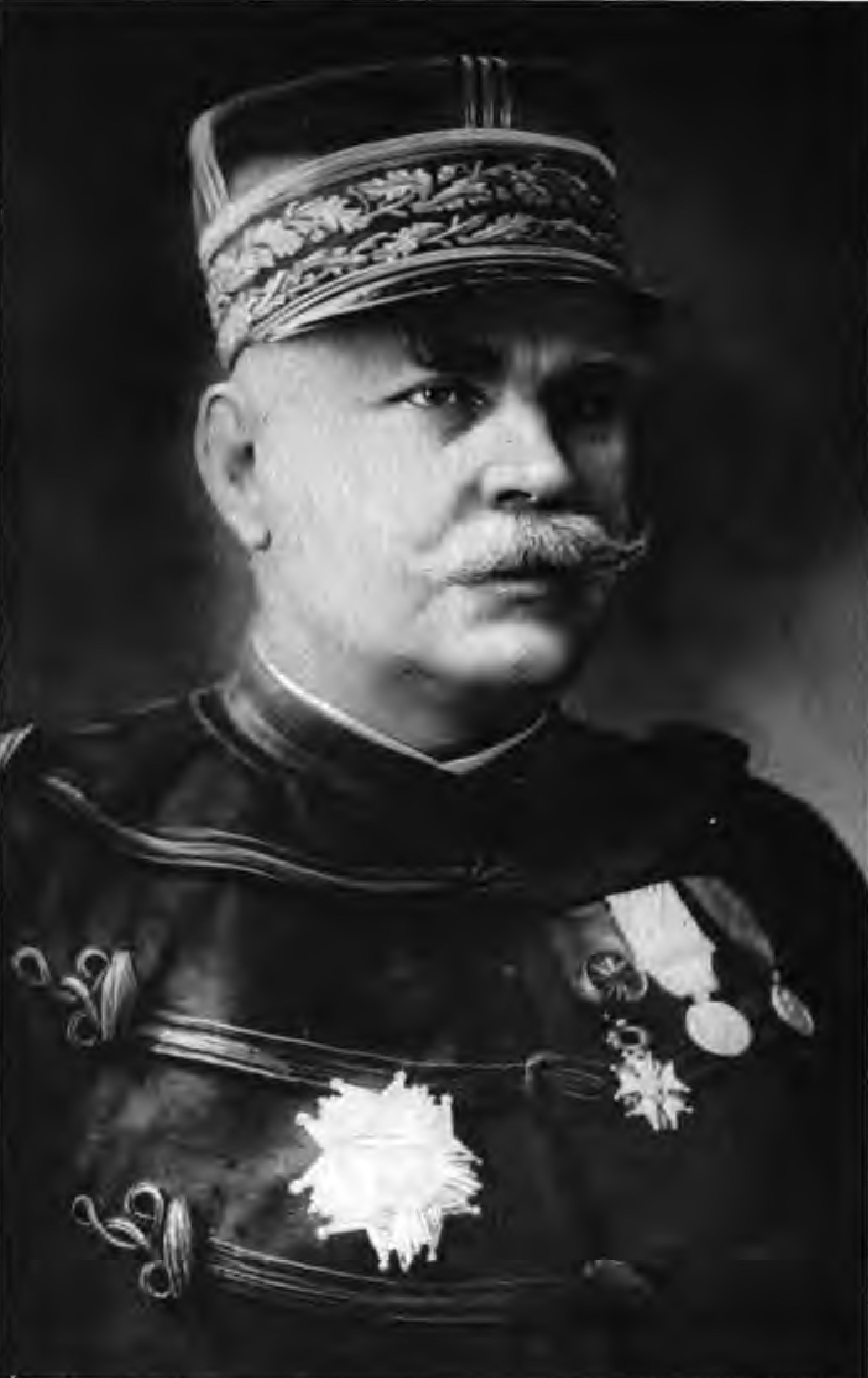
Ritratto di Joseph Joffre
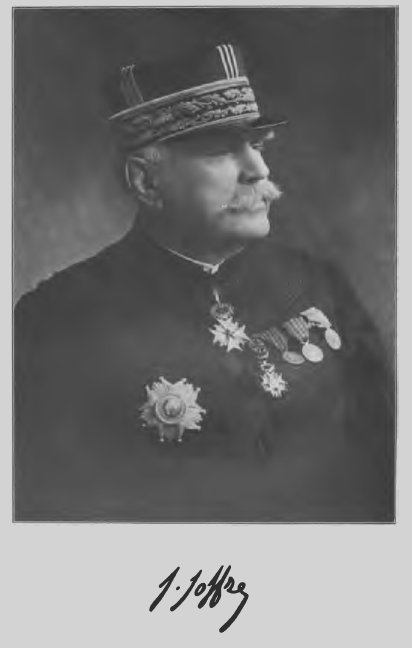
J. Joffre e la sua firma
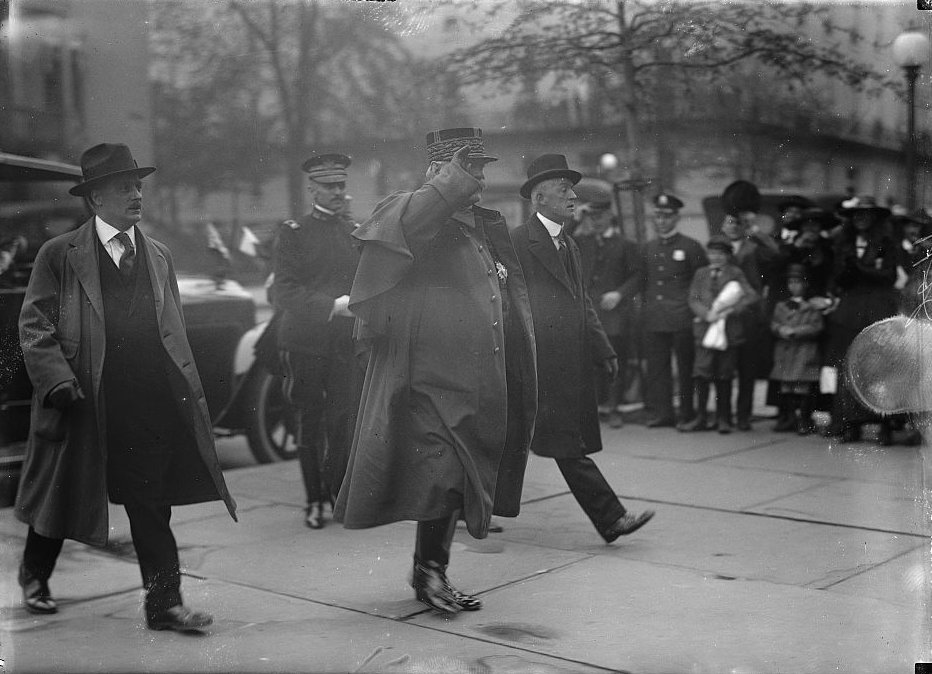
Joffre negli Stati Uniti nel 1917
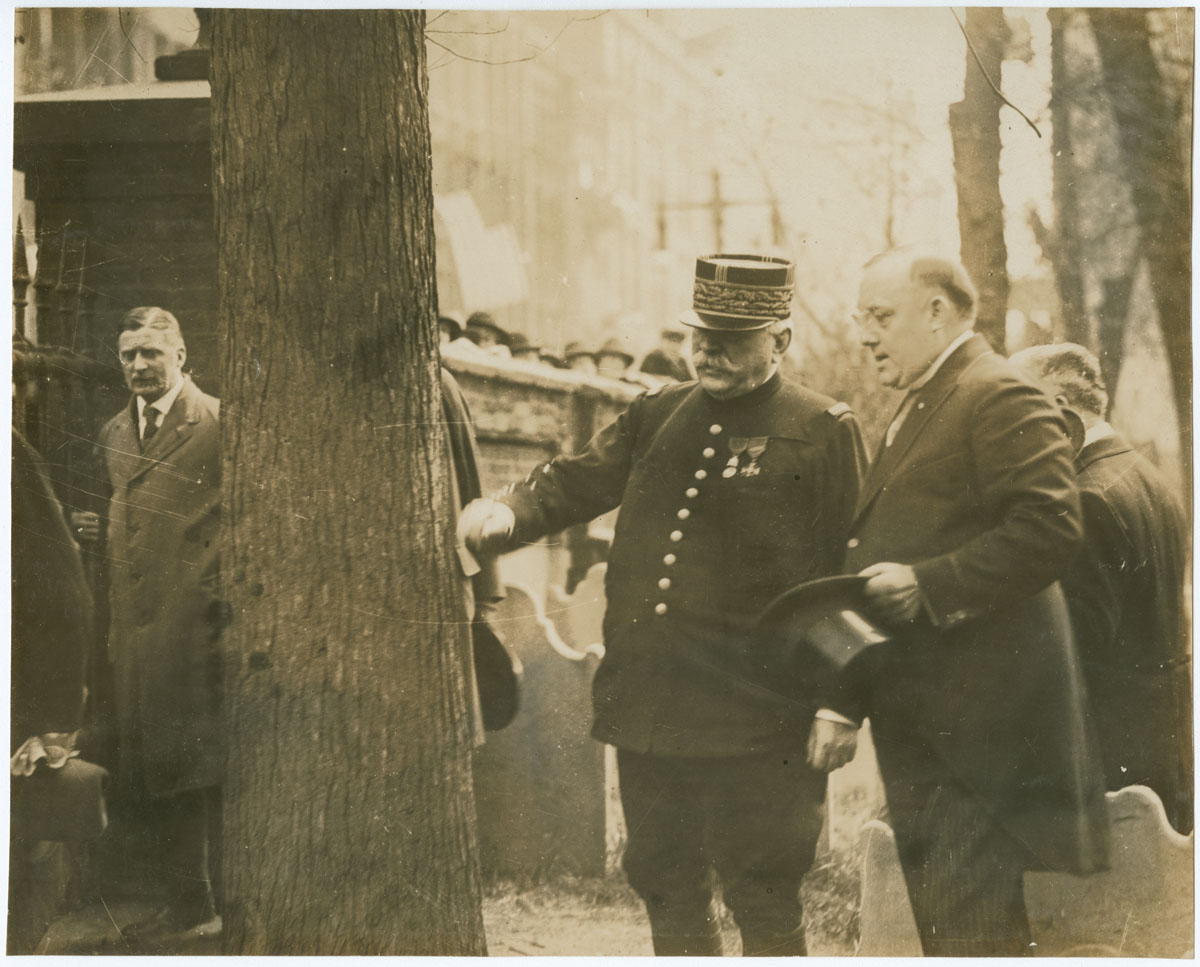
Joffre sulla tomba di Benjamin Franklin nel 1917
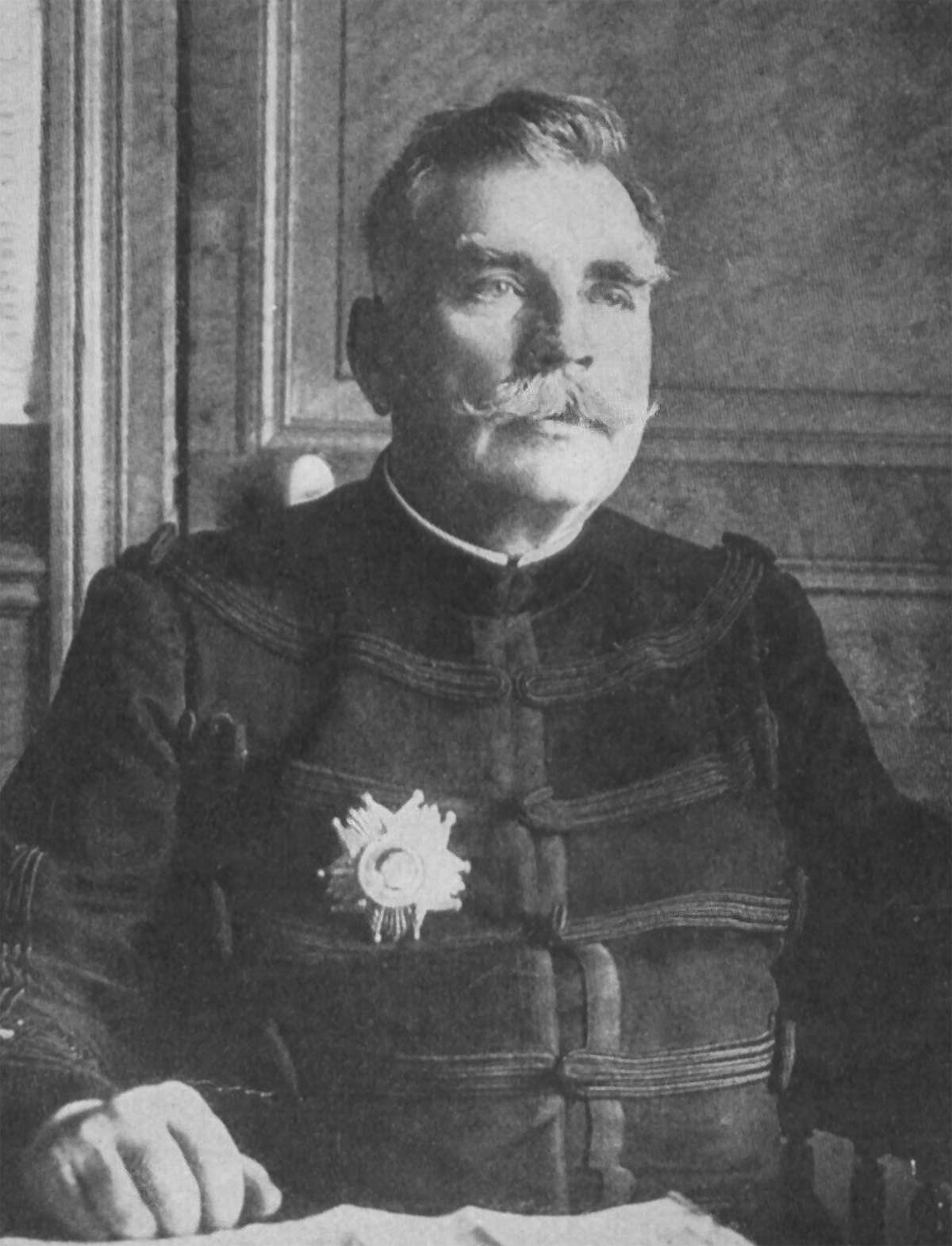
Maresciallo di Francia, Joseph Joffre
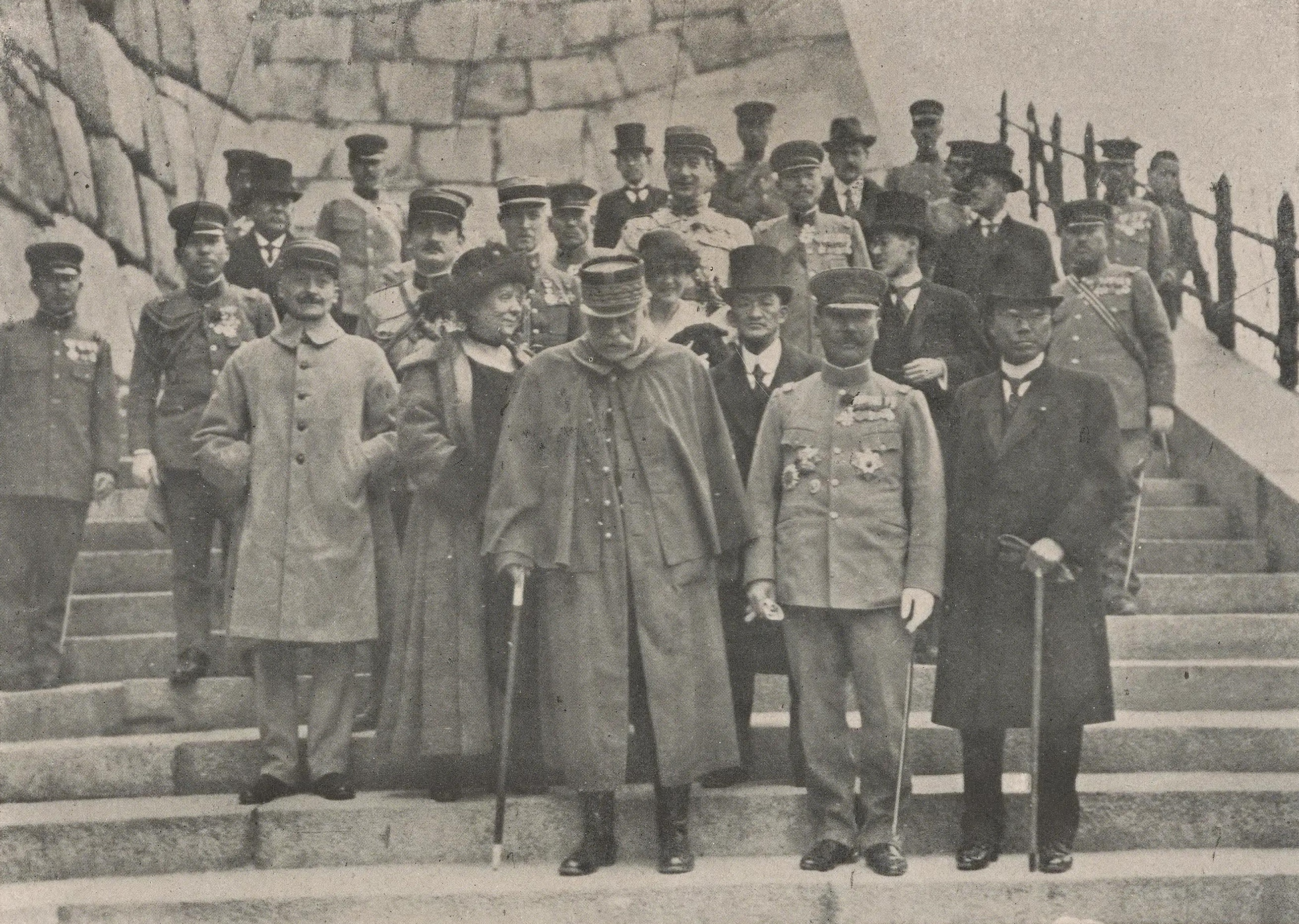
Joffre al castello di Osaka nel 1922
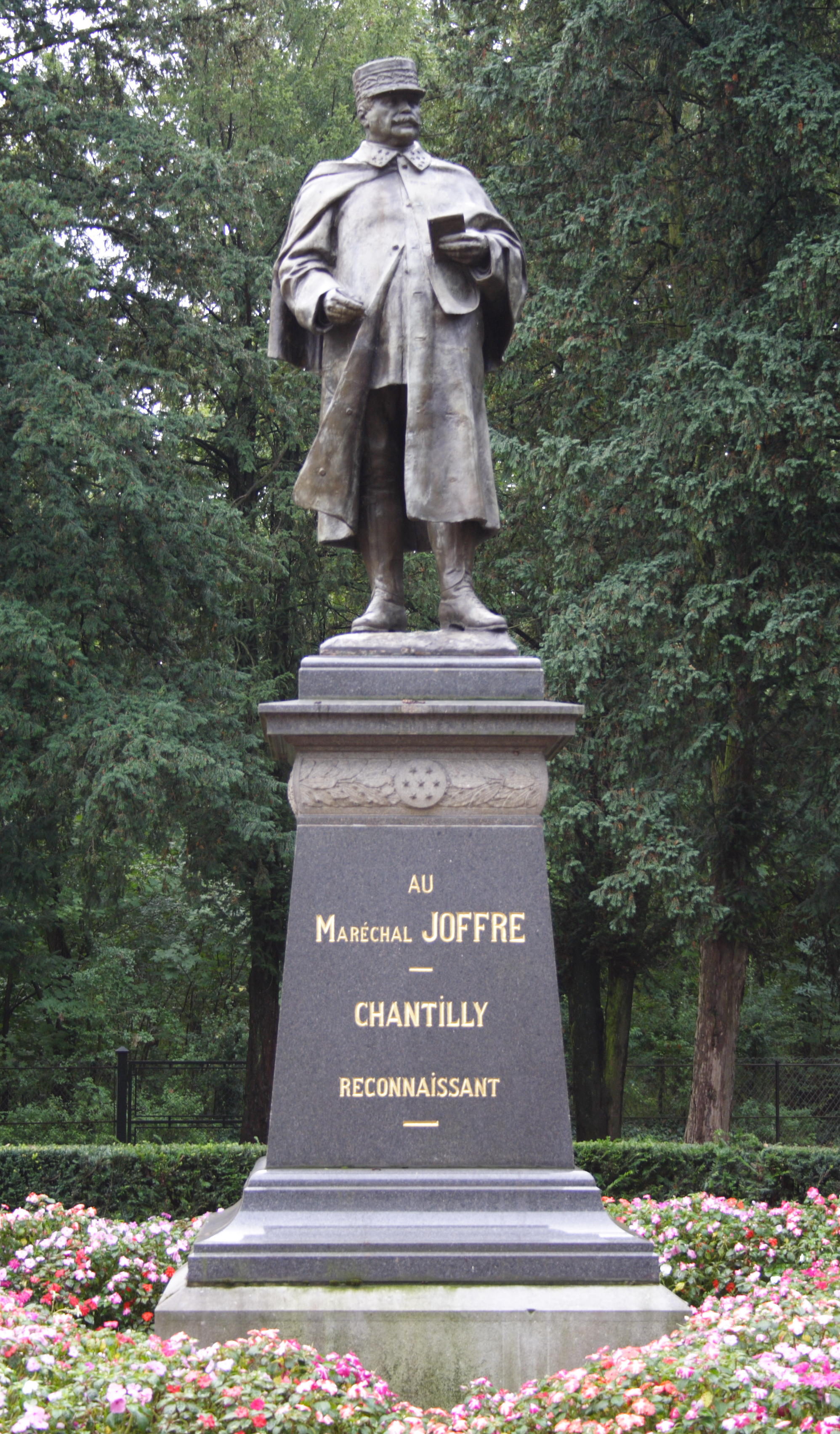
Statua di Joffre a Chantilly, eretta nel 1930